# Compositie XX
Compositie XX is een schilderij van de De Stijl-voorman Theo van Doesburg in het Museo Thyssen-Bornemisza in Madrid.

## Titel
In Van Doesburgs portfolio bevindt zich een foto van het schilderij, genummerd 144, met onderschrift 'Comp. 1919', waaraan later het nummer XX is toegevoegd. Het is in de tijdschriften De Stijl en Merz afgebeeld als 'Kompositie 20, 1921'. Op 'lijst 1' komt het echter voor als 'Compositie XXII ... 1920-21 (met blauw vlak)'.

## Datering

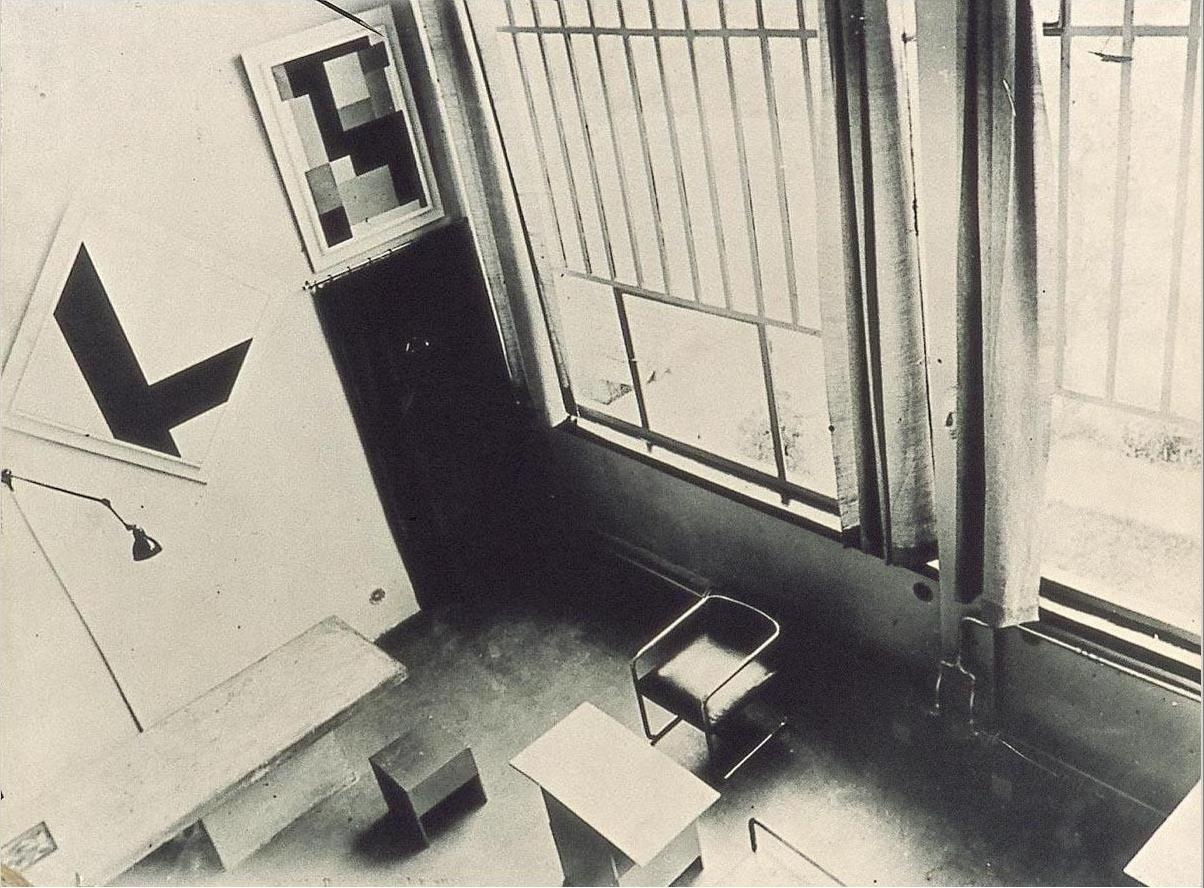
Atelierwoning Van Doesburg, Meudon, met links boven de deur Compositie XX. Ca. 1930. Foto. Instituut Collectie Nederland.

Het schilderij is ongedateerd, maar gezien Van Doesburg stilistische ontwikkeling is het waarschijnlijk in 1920 ontstaan. Zowel bij dit werk, als bij zijn Compositie XVIII in drie delen en Peinture pure probeerde hij het middelpunt buiten het doek te plaatsen, of, zoals hier, geheel op op te heffen.

## Herkomst
Burton Tremaine (1919-2008), directeur van de Miller Company in het Amerikaanse Meriden (Connecticut), verwierf het mogelijk eind jaren 40 van Van Doesburgs weduwe Nelly van Doesburg. In 1979 werd het door Baron Hans Heinrich Thyssen-Bornemisza aangekocht van de Andrew Crispo Gallery in New York. Vanaf 1992 bevindt het zich in het Museo Thyssen-Bornemisza in Madrid.